# Maria Anna Arxer i Despau
Maria Anna Arxer i Despau (Barcelona, 1780 - ?, ?) va ser una pintora catalana.
Nascuda el 1780, es coneixen molt poques dades de la seva vida. Consta com a pintora afeccionada, especialitzada en pastel i que conreà la temàtica religiosa. Va participar en l'exposició organitzada el 1803 per l'Escola Gratuïta de Nobles Arts de la Reial Acadèmia de Belles Arts de Sant Jordi, sota la direcció de la Junta de Comerç, un quadre a l'oli de les tres Maries doloroses amb Sant Joan, i un altre quadre en pastel amb tres caps d'estudi.